# Planinarski dom Malačka
Planinarski dom Malačka je planinarski dom na prijevoju Malačka, na Kozjaku, na nadmorskoj visini od 477 m. Objektom upravlja HPD Malačka iz Kaštel Starog. 
Objekt je zidana kuća, smještena odmah ispod ceste, na prijevoju Malačka, što znači da je lako dostupan automobilom, zbog čega je popularno izletište Kaštelana, ne samo planinara. Kuća ima boravak, spavaonicu (s 30 mjesta za noćenje), kuhinju, cisternu te sanitarni čvor. Ispred kuće je prostrani vidikovac s kojeg puca pogled na Kaštelanski zaljev i Split.
Dom je otvoren petkom, subotom i nedjeljom od 8 do 20 h, te u ostale dane po potrebi i po dogovoru.
Samo 100 metara istočno, na 499 metara n/m, nalazi se jš jedan planinarski objekt - Planinarska kuća Česmina, kojom upravlja PD Split.